# Lana Sorokina
Lana Sorokina (* 22. September 1984 in Riga) ist eine ehemalige lettische Volleyball- und Beachvolleyballspielerin. Sie ist norwegische Hallenvolleyballmeisterin und Pokalsiegerin sowie lettische Beachvolleyballmeisterin.

## Karriere

### Karriere Halle
Im April 1999 erreichte die damals Vierzehnjährige mit der U18-Nationalmannschaft Lettlands den achten Platz bei der Europameisterschaft dieser Altersklasse. Vier Jahre später wurde sie mit Valeriano Allés Menorca Sechste in der spanischen Superliga und stand mit diesem Team sowohl im Pokalhalbfinale als auch im Endspiel des Supercups dieses Landes. In der folgenden Spielzeit wechselte die Lettin nach Norwegen und gewann mit ihrem neuen Verein die Meisterschaft und den Pokal des nordeuropäischen Staates. Außerdem gelang der Sieg bei der North European Volleyball Zonal Association (NEVZA) Meisterschaft. Darüber hinaus ging die Angreiferin von 2013 bis 2015 für die lettische Frauennationalmannschaft bei zwei Qualifikationswettkämpfen für Europameisterschaften und eine Ausscheidung für eine Weltmeisterschaft ans Netz.

### Karriere Beach
2002 starteten Kristine Pačkajeva und Lana Sorokina bei der europäischen U20-Meisterschaft und kamen über den siebzehnten Rang nicht hinaus. Besser lief es eine Saison später mit Anna Nikiforova. Sowohl bei der U22-EM als auch bei der Weltmeisterschaft der unter Einundzwanzigjährigen erreichte das lettische Team das Achtelfinale. Erst elf Spielzeiten danach war Sorokina wieder bei einer Veranstaltung im Sand aktiv und wurde mit Inga Ikauniece lettische Vizemeisterin. Mit Inese Jursone gelang ein Jahr später eine weitere Steigerung zum Landesmeistertitel. 2016 beendete Lana Sorokina ihre Karriere.